# Calommata pichoni
Calommata pichoni är en spindelart som beskrevs av Schenkel 1963. Calommata pichoni ingår i släktet Calommata och familjen pungnätsspindlar. Inga underarter finns listade.